# Grammy Awards 1979
Bei den Grammy Awards 1979 wurden zum 21. Mal die US-amerikanischen Musikpreise vergeben.
Die Grammys gingen dabei an Musikschaffende in 52 Kategorien aus 17 Feldern.

## Hauptkategorien
Single des Jahres (Record of the Year):
- Just the Way You Are von Billy Joel

Album des Jahres (Album of the Year):
- Saturday Night Fever Soundtrack von verschiedenen Interpreten

Song des Jahres (Song of the Year):
- Just the Way You Are von Billy Joel (Autor: Billy Joel)

Bester neuer Künstler (Best New Artist):
- A Taste of Honey

## Pop
Beste weibliche Gesangsdarbietung – Pop (Best Pop Vocal Performance, Female):
- You Needed Me von Anne Murray

Beste männliche Gesangsdarbietung – Pop (Best Pop Vocal Performance, Male):
- Copacabana (At the Copa) von Barry Manilow

Beste Darbietung eines Duos oder einer Gruppe mit Gesang – Pop (Best Pop Performance By A Duo Or Group With Vocals):
- Saturday Night Fever von den Bee Gees

Beste Instrumentaldarbietung – Pop (Best Pop Instrumental Performance):
- Children of Sanchez von Chuck Mangione

## Rhythm & Blues
Beste weibliche Gesangsdarbietung – R&B (Best R&B Vocal Performance, Female):
- Last Dance von Donna Summer

Beste männliche Gesangsdarbietung – R&B (Best R&B Vocal Performance, Male):
- On Broadway von George Benson

Beste Darbietung eines Duos oder einer Gruppe mit Gesang – Pop (Best R&B Performance By A Duo Or Group With Vocals):
- All ’n’ All von Earth, Wind & Fire

Beste Instrumentaldarbietung – R&B (Best R&B Instrumental Performance):
- Runnin’ von Earth, Wind & Fire

Bester R&B-Song (Best R&B Song):
- Last Dance von Donna Summer (Autor: Paul Jabara)

## Country
Beste weibliche Gesangsdarbietung – Country (Best Country Vocal Performance, Female):
- Here You Come Again von Dolly Parton

Beste männliche Gesangsdarbietung – Country (Best Country Vocal Performance, Male):
- Georgia on My Mind von Willie Nelson

Beste Countrydarbietung eines Duos oder einer Gruppe mit Gesang (Best Country Performance By A Duo Or Group With Vocal):
- Mamas Don't Let Your Babies Grow Up To Be Cowboys von Waylon Jennings & Willie Nelson

Bestes Darbietung eines Countryinstrumentals (Best Country Instrumental Performance):
- One O’Clock Jump von Asleep at the Wheel

Bester Countrysong (Best Country Song):
- The Gambler von Kenny Rogers (Autor: Don Schlitz)

## Jazz
Beste Jazz-Gesangsdarbietung (Best Jazz Vocal Performance):
- All Fly Home von Al Jarreau

Beste Jazz-Instrumentaldarbietung, Solist (Best Jazz Instrumental Performance, Soloist):
- Montreux ’77 – Oscar Peterson Jam von Oscar Peterson

Beste Jazz-Instrumentaldarbietung, Gruppe (Best Jazz Instrumental Performance, Group):
- Friends von Chick Corea

Beste Jazz-Instrumentaldarbietung, Big Band (Best Jazz Instrumental Performance, Big Band):
- Live in Munich vom Thad Jones/Mel Lewis Orchestra

## Gospel
Beste traditionelle Gospel-Darbietung (Best Gospel Performance, Traditional):
- Refreshing von der Happy Goodman Family

Beste zeitgenössische oder Inspirational-Gospel-Darbietung (Best Gospel Performance, Contemporary Or Inspirational):
- What A Friend von Larry Hart

Beste traditionelle Soul-Gospel-Darbietung (Best Soul Gospel Performance, Traditional):
- Live And Direct von den Mighty Clouds Of Joy

Beste zeitgenössische Soul-Gospel-Darbietung (Best Soul Gospel Performance, Contemporary):
- Live In London von Andraé Crouch & The Disciples

Beste Inspirational-Darbietung (Best Inspirational Performance):
- Happy Man von B. J. Thomas

## Latin
Beste Latin-Aufnahme (Best Latin Recording)
- Homenaje a Beny More von Tito Puente

## Folk
Beste Ethnofolk- oder traditionelle Folk-Aufnahme (Best Ethnic Or Traditional Recording):
- I’m Ready von Muddy Waters

## Für Kinder
Beste Aufnahme für Kinder (Best Recording For Children):
- The Muppet Show von den Muppets (Produzent: Jim Henson)

## Sprache
Beste gesprochene Aufnahme (Best Spoken Word Recording):
- Citizen Kane von Orson Welles

## Comedy
Beste Comedy-Aufnahme (Best Comedy Recording):
- A Wild and Crazy Guy von Steve Martin

## Musical Show
Bestes Cast-Show-Album (Best Cast Show Album):
- Ain’t Misbehavin’ von verschiedenen Interpreten (Produzent: Thomas Z. Shepard)

## Komposition / Arrangement
Beste Instrumentalkomposition (Best Instrumental Composition):
- Theme From Close Encounters of the Third Kind (Komponist: John Williams)

Bestes Album mit Originalmusik geschrieben für einen Film oder ein Fernsehspecial (Best Album Of Original Score Written For A Motion Picture Or A Television Special):
- Close Encounters of the Third Kind (Komponist: John Williams)

Bestes Instrumentalarrangement (Best Instrumental Arrangement):
- The Wiz Main Title – Overture Part One von verschiedenen Interpreten (Arrangeure: Quincy Jones, Robert Freedman)

Bestes Arrangement mit Gesangsbegleitung (Best Arrangement Accompanying Vocals):
- Got To Get You Into My Life von Earth, Wind & Fire (Arrangeur: Maurice White)

Bestes Gesangsarrangement (Best Arrangement For Voices):
- Stayin’ Alive von den Bee Gees (Arrangeure: Bee Gees)

## Packages und Album-Begleittexte
Bestes Album-Paket (Best Album Package):
- Boys In The Trees von Carly Simon (Künstlerische Leitung: Johnny B. Lee, Tony Lane)

Bester Album-Begleittext (Best Album Notes):
- A Bing Crosby Collection, Vols. I & II von Bing Crosby (Verfasser: Michael Brooks)

## Historische Aufnahmen
Bestes historisches, neu aufgelegtes Album (Best Historical Repackage Album):
- The Lester Young Story, Vol. 3 von Lester Young (Produzent: Michael Brooks)

## Produktion und Technik
Beste technische Aufnahme, ohne klassische Musik (Best Engineered Recording, Non-Classical):
- "FM (No Static At All)" von Steely Dan (Technik: Al Schmitt, Roger Nichols)

Beste technische Klassikaufnahme (Best Engineered Recording, Classical):
- Edgar Varèse: Ameriques / Arcana / Ionisation (Boulez Conducts Varèse) von den New Yorker Philharmonikern unter Leitung von Pierre Boulez (Technik: Arthur Kendy, Edward T. Graham, Ray Moore)

Produzent des Jahres (Producer Of The Year):
- Die Bee Gees, Albhy Galuten, Karl Richardson

## Klassische Musik
Bestes Klassik-Album (Best Classical Album):
- Brahms: Konzert für Violine in D-Dur von Itzhak Perlman und dem Chicago Symphony Orchestra unter Leitung von Carlo Maria Giulini

Beste klassische Orchesterdarbietung (Best Classical Orchestral Performance):
- Beethoven: Sinfonien 1-9 (Gesamtaufnahme) von den Berliner Philharmonikern unter Leitung von Herbert von Karajan

Beste Opernaufnahme (Best Opera Recording):
- Lehár: Die lustige Witwe von Beverly Sills, Alan Titus und dem New York City Opera Orchestra unter Leitung von Julius Rudel

Beste Chor-Darbietung, Klassik (ohne Oper) (Best Choral Performance, Classical, Other Than Opera):
- Beethoven: Missa solemnis vom Chicago Symphony Orchestra unter Leitung von Georg Solti

Beste Soloinstrument-Darbietung mit Orchester (Best Classical Performance Instrumental Soloist or Soloists with Orchestra):
- Rachmaninow: „Konzert Nr. 3 in D-Moll für Klavier“ (Horowitz Golden Jubilee) von Vladimir Horowitz und den New Yorker Philharmonikern unter Leitung von Eugene Ormandy

Beste Soloinstrument-Darbietung ohne Orchester (Best Classical Performance Instrumental Soloist or Soloists without Orchestra):
- The Horowitz Concerts 1977/78 von Vladimir Horowitz

Beste Kammermusik-Darbietung (Best Chamber Music Performance):
- Beethoven: Sonaten für Violine und Klavier von Itzhak Perlman und Wladimir Aschkenasi

Beste klassische Solo-Gesangsdarbietung (Best Classical Vocal Soloist Performance):
- Luciano Pavarotti – Hits From Lincoln Center von Luciano Pavarotti

## Special Merit Awards
Der Grammy Lifetime Achievement Award wurde 1979 nicht vergeben.
Trustees Award
- Goddard Lieberson
- Frank Sinatra